# Marion Kreiner
Marion Kreiner (* 4. Mai 1981 in Graz) ist eine ehemalige österreichische Snowboarderin. Sie ist Olympionikin (2010), Weltmeisterin im Parallel-Riesenslalom (2009) und mehrfache Österreichische Meisterin (2010–2012).

## Werdegang
Marion Kreiner fährt Snowboard seit dem Jahr 1992 und bestreitet Rennen seit 1994.
Sie war im Weltcup neben dem Parallel-Riesenslalom auch im Parallel-Slalom aktiv.
Bei der Snowboard-Weltmeisterschaft 2007 in Arosa eroberte die Grazerin die Silbermedaille im Parallel-Slalom, einen Tag zuvor belegte sie beim Parallel-Riesenslalom bereits den vierten Platz.
Am 21. Oktober 2007 feierte sie beim Rennen in Sölden ihren ersten Weltcupsieg, im Finale schlug sie ausgerechnet ihre zwei Jahre ältere Zimmerkollegin Heidi Neururer, gegen die sie bei der WM in Arosa noch verloren hatte.

Bei der Snowboard-Weltmeisterschaft 2009 in Korea wurde Kreiner Weltmeisterin im Parallel-Riesenslalom. Am nächsten Tag holte sie sich noch Platz 7 im Parallelslalom.
Bei den Olympischen Winterspielen 2010 in Vancouver sicherte sie sich im Parallel-Riesenslalom die Bronzemedaille. 2013 holte sie sich die kleine Kristallkugel im Parallelriesentorlauf und den 2. Platz im Gesamtweltcup. Nur ein paar Punkte fehlten zur großen Kristallkugel.

Am 24. August 2016 erklärte sie ihren Rücktritt vom Leistungssport.
Marion Kreiner besuchte an der HTBLVA Graz-Ortweinschule die Abteilung für Grafik- und Kommunikationsdesign und startete nach dem Abschluss ein Studium der Wirtschaftspsychologie.

Im November des Jahres 2016 wurde bekannt, dass die 35-Jährige für die Grazer ÖVP bei den Gemeinderatswahlen auf einem sicheren Platz kandidiert.
Seit April 2017 ist sie als Gemeinderätin der Stadt Graz tätig. Seit Juni 2018 ist sie außerdem Geschäftsführerin der Grazer Volkspartei.

## Sportliche Erfolge

### Olympische Spiele
| Medaille | Ort       | Disziplin      | Jahr |
| -------- | --------- | -------------- | ---- |
| Bronze   | Vancouver | Parallelslalom | 2010 |

### Weltmeisterschaft
| Medaille | Ort         | Disziplin             | Jahr |
| -------- | ----------- | --------------------- | ---- |
| Silber   | Arosa       | Parallelslalom        | 2007 |
| Gold     | Gangwon     | Parallel-Riesenslalom | 2009 |
| Bronze   | Kreischberg | Parallelslalom        | 2015 |

### Weltcup
| Platz | Ort          | Disziplin             | Saison |
| ----- | ------------ | --------------------- | ------ |
| 1.    | Sölden       | Parallel-Riesenslalom | 2007   |
| 1.    | Yongpyong    | Parallelslalom        | 2011   |
| 1.    | Sotschi      | Parallel-Riesenslalom | 2013   |
| 1.    | Carezza      | Parallel-Riesenslalom | 2014   |
| 1.    | Rogla        | Parallel-Riesenslalom | 2015   |
| 2.    | Bardonecchia | Parallel-Riesenslalom | 2004   |
| 2.    | Landgraaf    | Parallelslalom        | 2006   |
| 2.    | La Molina    | Parallel-Riesenslalom | 2009   |
| 2.    | Telluride    | Parallel-Riesenslalom | 2009   |
| 2.    | Bad Gastein  | Parallelslalom        | 2011   |
| 2.    | Sudelfeld    | Parallel-Riesenslalom | 2012   |
| 2.    | Bad Gastein  | Parallelslalom        | 2013   |
| 2.    | La Molina    | Parallel-Riesenslalom | 2013   |
| 3.    | Sölden       | Parallel-Riesenslalom | 2006   |
| 3.    | Stoneham     | Parallel-Riesenslalom | 2007   |
| 3.    | La Molina    | Parallel-Riesenslalom | 2008   |
| 3.    | Sudelfeld    | Parallel-Riesenslalom | 2010   |
| 3.    | Stoneham     | Parallel-Riesenslalom | 2011   |
| 3.    | Landgraaf    | Parallelslalom        | 2011   |
| 3.    | Carezza      | Parallel-Riesenslalom | 2011   |
| 3.    | Jauerling    | Parallelslalom        | 2012   |
| 3.    | Bad Gastein  | Parallelslalom        | 2012   |
| 3.    | Bad Gastein  | Parallelslalom        | 2014   |
| 3.    | Sudelfeld    | Parallelslalom        | 2015   |

### Österreichische Meisterschaften
| Platz | Disziplin             | Saison |
| ----- | --------------------- | ------ |
| 1.    | Parallelslalom        | 2011   |
| 1.    | Parallelslalom        | 2012   |
| 1.    | Parallel-Riesenslalom | 2013   |
| 2.    | Parallelslalom        | 2004   |
| 2.    | Parallel-Riesenslalom | 2006   |
| 2.    | Riesenslalom          | 2008   |
| 2.    | Parallel-Riesenslalom | 2010   |
| 3.    | Parallelslalom        | 2002   |
| 3.    | Snowboardcross        | 2003   |
| 3.    | Parallel-Riesenslalom | 2006   |

## Auszeichnungen (Auszug)
- 2007: Silbernes Ehrenzeichen für Verdienste um die Republik Österreich[4]